# Prezydenci Opola

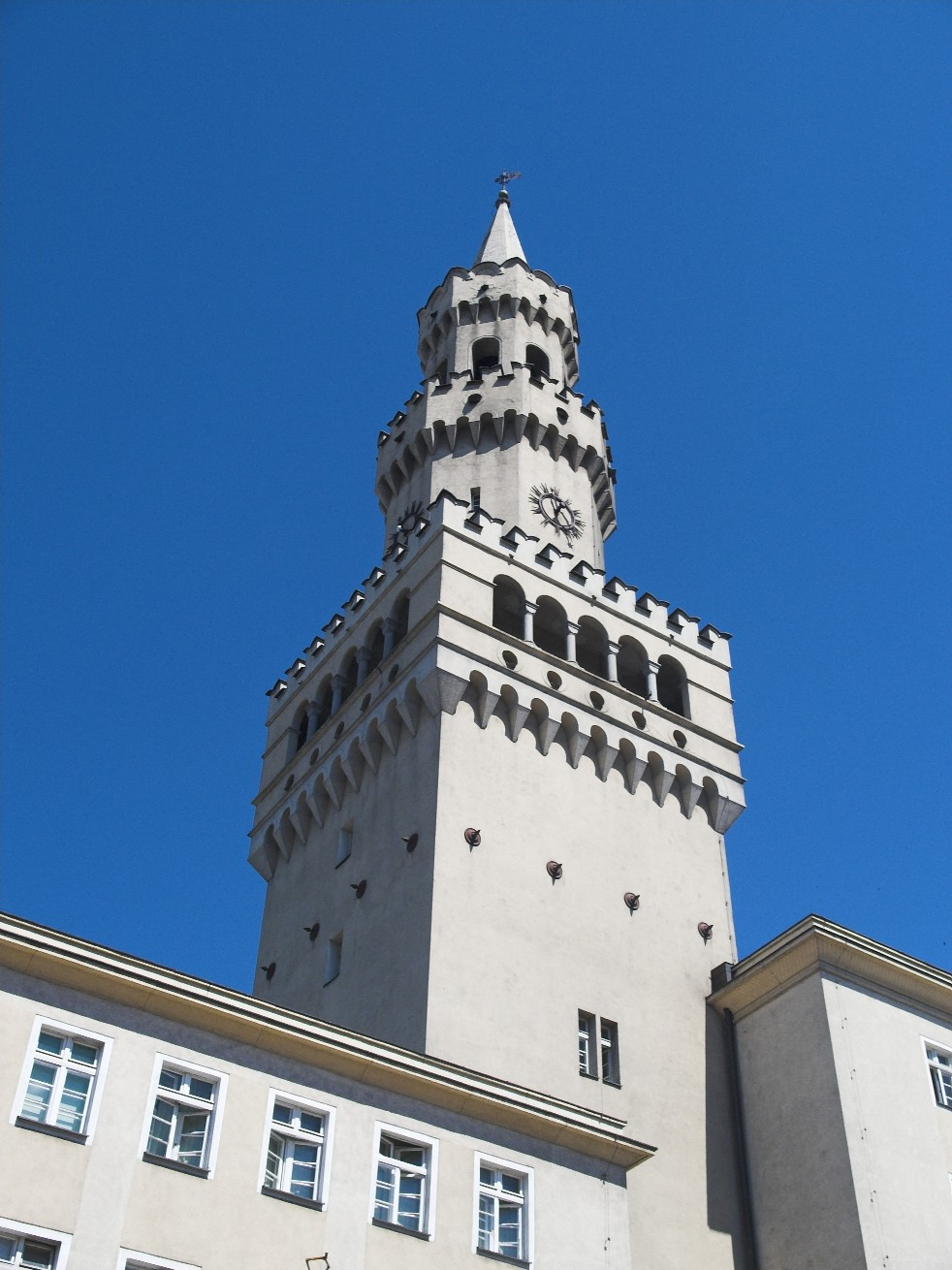
Ratusz w Opolu – siedziba prezydenta miasta

Prezydent Opola – urząd przewodniczącego Zarządu Miasta Opola.

## Historia
Od czasów średniowiecza funkcję zwierzchnika władz miejskich w Opolu sprawował burmistrz. W XVIII wieku jego uprawnienia zostały znacznie ograniczone przez władze centralne. Po reformach Heinricha von Steina i Karla Augusta von Hardenberga na początku XIX w. i przywróceniu samorządności miast w Prusach w 1809 r. utworzono urząd nadburmistrza, który funkcjonował do zakończenia II wojny światowej.
Bezpośrednio po jej zakończeniu w 1945 r., aż do reformy organów władzy w Polsce w 1950 r., na urząd ten wyznaczały swoich przedstawicieli bezpośrednio władze centralne w Warszawie. Pierwszym prezydentem był Maksymilian Tkocz.
Po reformie z czerwca 1950 r. rolę prezydentów miast przejęli przewodniczący Miejskich Rad Narodowych, którzy pełnili te obowiązki do czerwca 1975 r., kiedy to ponownie przywrócono urząd prezydenta miasta.
Począwszy od 4 czerwca 1990 r. prezydenta Opola wybiera Rada Miasta bezwzględną większością głosów ustawowego swego składu, pochodzącego z bezpośrednich wyborów samorządowych. Pierwszym wybranym w ten sposób prezydentem Opola został Jacek Kucharzewski. Pierwszym wybranym w bezpośrednich wyborach samorządowych włodarzem miasta został w 2002 r. Ryszard Zembaczyński, który w 2006 i 2010 r. otrzymał reelekcję. Obecnie tę funkcję od 4 grudnia 2014 roku pełni Arkadiusz Wiśniewski.

## Włodarze Opola

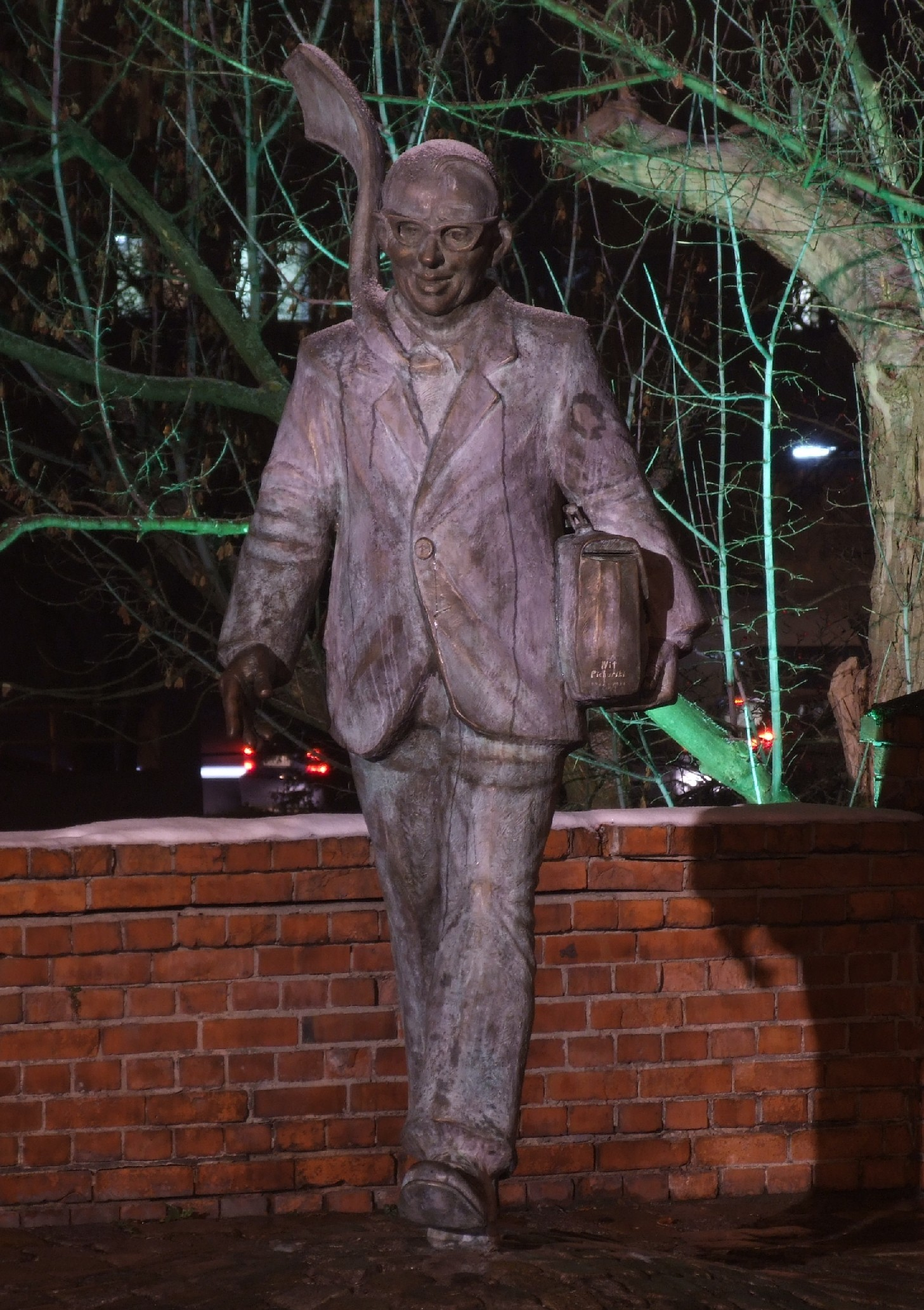
Pomnik Karola Musioła w centrum miasta

### Burmistrzowie (1400–1809)
| L.p. | Lata rządów      | Imię i nazwisko        |
| ---- | ---------------- | ---------------------- |
| 1.   | 1400             | Hayno von Rosenberg    |
| 2.   | 1409, 1410, 1416 | Jakusch von Woyczdorf  |
| 3.   | 1416             | Hayno von Rosenberg    |
| 4.   | 1416             | Peter Wanke            |
| 5.   | 1421             | Jakob Sculteti         |
| 6.   | 1444             | Hans Kletzel           |
| 7.   | 1478             | Jan Kamenecz           |
| 8.   | 1519             | Johan Krautz           |
| 9.   | 1530, 1536       | Simon Reich            |
| 10.  | 1558             | Tobias Teuerkorn       |
| 11.  | 1569             | Vincenti Zwieckh       |
| 12.  | 1577             | Cristoph Ortell        |
| 13.  | 1579             | Vincenti Zwieckh       |
| 14.  | 1583             | Woyciech Andraczek     |
| 15.  | 1588             | Tobias Teuerkorn       |
| 15.  | 1605, 1611       | Zachariasz Wlok        |
| 16.  | 1614, 1616       | Walentin Gnyl          |
| 17.  | 1655             | Stenzel Sarcander      |
| 18.  | 1676             | Benedict Fröhlich      |
| 19.  | 1681             | Georg Sturm            |
| 20.  | 1700             | Ernst Bernhard Fleißig |
| 21.  | 1707, 1709       | Christoph Rolke        |
| 22.  | 1709             | Johan Josef Becher     |
| 23.  | 1718             | Franz Ludwig Temer     |
| 24.  | 1721, 1724       | Johan Josef Becher     |
| 25.  | 1730             | Christian Rolke        |
| 26.  | 1732             | Johan Josef Becher     |
| 27.  | 1738–1741        | Christian Rolke        |
| 28.  | 1742             | von Wolfsburg          |
| 29.  | 1743             | von Stille             |
| 30.  | 1744             | von Kronhelm           |
| 31.  | 1746             | Haafe                  |
| 32.  | 1748             | Johan Daniel Thiem     |
| 33.  | 1757             | Strzedula              |
| 34.  | 1763             | Johan Daniel Thiem     |
| 35.  | 1764, 1783       | Chr. Erdman Bauer      |
| 36.  | 1792–1804        | Georg Jak. Dallmer     |
| 37.  | 1804, 1806       | Carl Friedreich        |

### Nadburmistrzowie (1809–1945)
| L.p. | Lata rządów | Imię i nazwisko           |
| ---- | ----------- | ------------------------- |
| 1.   | 1809-1810   | Josef Storch              |
| 2.   | 1810-1816   | Michael Jäkel             |
| 3.   | 1816–1841   | Wilhelm Leopold Augustini |
| 4.   | 1841–1853   | Franz Goretzki            |
| 5.   | 1853–1855   | Ernst Mouillard           |
| 6.   | 1855–1871   | Franz Goretzki            |
| 7.   | 1872–1880   | Wilhelm Goetz             |
| 8.   | 1880–1892   | Paul Trentin              |
| 9.   | 1892–1904   | Artur Pagels              |
| 10.  | 1904–1928   | August Neugebauer         |
| 11.  | 1928–1933   | Ernst Berger              |
| 12.  | 1933–1945   | Konrad Leuschner          |

### Prezydenci miasta (1945–1950)

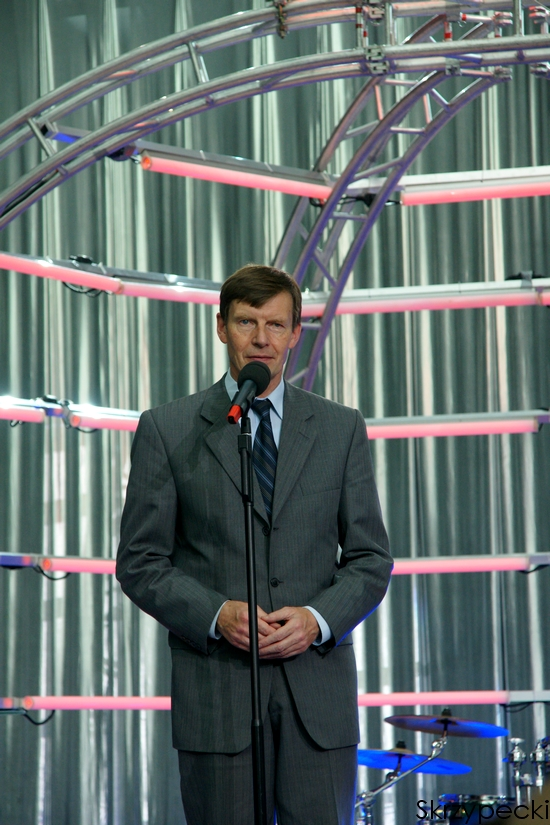
Ryszard Zembaczyński – prezydent miasta w latach 2002–2014

| L.p. | Lata rządów         | Imię i nazwisko    |
| ---- | ------------------- | ------------------ |
| 1.   | III 1945 – VII 1946 | Maksymilian Tkocz  |
| 2.   | VII 1946 – XII 1946 | Wilhelm Szafarczyk |
| 3.   | I 1947 – IX 1948    | Franciszek Gwiazda |
| 4.   | X 1948 – VI 1950    | Lucjan Skalski     |

### Przewodniczący Prezydium Miejskiej Rady Narodowej (1950–1975)
| L.p. | Lata rządów          | Imię i nazwisko        |
| ---- | -------------------- | ---------------------- |
| 1.   | VI 1950 – VIII 1952  | Lucjan Skalski         |
| 2.   | VIII 1952 – XI 1953  | Leonty Ogryzko         |
| 3.   | XI 1953 – II 1965    | Karol Musioł           |
| 4.   | II 1965 – VI 1968    | Henryk Tabor           |
| 5.   | VI 1968 – VII 1969   | Jan Radomański         |
| 6.   | VIII 1973 – XII 1973 | Franciszek Florkiewicz |

### Prezydenci miasta (od 1975)
| L.p. | Lata rządów         | Imię i nazwisko      |
| ---- | ------------------- | -------------------- |
| 5.   | XII 1973 – XII 1974 | Szymon Lachowicz     |
| 6.   | I 1975 – V 1978     | Feliks Hajduczek     |
| 7.   | V 1978 – X 1982     | Bronisław Błotnicki  |
| 8.   | XI 1982 – XI 1986   | Edward Bochyński     |
| 9.   | XII 1986 – VI 1990  | Tadeusz Berka        |
| 10.  | VI 1990 – VIII 1994 | Jacek Kucharzewski   |
| 11.  | IX 1994 – XII 2001  | Leszek Pogan         |
| 12.  | XII 2001 – X 2002   | Piotr Synowiec       |
| 13.  | XI 2002 – XII 2014  | Ryszard Zembaczyński |
| 14.  | od XII 2014         | Arkadiusz Wiśniewski |